# 森大助
森　大助（もり　だいすけ、1978年8月23日 -）は北海道出身の日本の柔道家。現役時代は100kg超級の選手。身長187cm。体重110kg。得意技は小外刈。

## 人物
柔道は8歳の時に始めた。北都中学から旭川大高校に進むと、3年の時にインターハイ軽重量級と全日本ジュニアの95kg級でそれぞれ3位となった。1997年に天理大学へ進学すると、全日本学生柔道優勝大会では1年生から4年連続で3位、学生体重別団体では3年生から2年連続3位になるなど団体戦では一定の活躍を示したが、個人戦では際立った活躍が見られなかった。2001年には北海道警察所属となり、全国警察柔道選手権大会100kg級で優勝した。2003年の全日本選手権では準決勝で世界チャンピオンである綜合警備保障の井上康生と対戦すると、先に谷落で技ありと小外刈で有効を取るなど大きくリードする健闘を見せたが、その後背負投で逆転負けを喫したものの、3位入賞を果たした。アジア選手権では無差別で優勝を飾った。講道館杯決勝では平成管財の市ノ渡秀一を破って優勝を果たした。2004年の全日本選手権では準決勝で昨年に続いて井上と対戦するが、横四方固で敗れるも2年連続で3位となった。体重別では3位だった。全国警察柔道選手権大会ではこの年から無差別で3連覇を達成することになった。2005年の講道館杯では決勝で旭化成の高橋宏明に敗れた。

## 主な戦績
(階級表記のない大会は全て95kg超級及び100kg超級での成績)
- 1996年 -　インターハイ 軽重量級　2位
- 1996年 -　全日本ジュニア　3位(95kg級)
- 1997年-2000年 - 全日本学生柔道優勝大会 3位
- 1999年-2000年 - 学生体重別団体 3位
- 2001年　- 全国警察柔道選手権大会　優勝(100kg級)
- 2003年　- 全日本選手権　3位
- 2003年　- アジア選手権　優勝(無差別)
- 2003年　- 講道館杯　優勝
- 2003年　- モナコ国際　3位
- 2004年 - 全日本選手権　3位
- 2004年 - 体重別　3位
- 2004年-2006年 - 全国警察柔道選手権大会　優勝(無差別)
- 2005年　- ハンガリー国際　2位
- 2005年 - 講道館杯　2位